# Ladislav Falta
Ladislav Falta (Opočno, 30 gennaio 1936 – 18 dicembre 2021) è stato un tiratore a segno cecoslovacco, dal 1993 ceco.
Ha preso parte a tre edizioni consecutive dei Giochi olimpici estivi da Tokyo 1964 al Monaco di Baviera 1972. In quest'ultima edizione, con la pistola a 25 metri di distanza, ha vinto una medaglia d'argento alle spalle del polacco Józef Zapędzki.

## Palmarès
| Anno | Manifestazione  | Sede              | Evento      | Risultato | Prestazione | Note |
| ---- | --------------- | ----------------- | ----------- | --------- | ----------- | ---- |
| 1964 | Giochi olimpici | Tokyo             | Pistola 25m | 9º        | 587         |      |
| 1968 | Giochi olimpici | Città del Messico | Pistola 25m | 10º       | 587         |      |
| 1972 | Giochi olimpici | Monaco di Baviera | Pistola 25m | Argento   | 594         |      |